# Ein Schlag ins Gesicht
Ein Schlag ins Gesicht ist ein Roman des deutschen Schriftstellers Franz Dobler und schreibt die Geschichte des Ex-Polizisten Robert Fallner aus Ein Bulle im Zug fort. Inzwischen arbeitet Fallner bei einem Sicherheitsdienst und beschützt ein Filmsternchen vor einem Stalker. Der Roman erschien 2016 beim Tropen Verlag, einem Imprint des Klett-Cotta Verlags.

## Inhalt
Der ehemalige Polizist Robert Fallner hat den Tod des jugendlichen Straftäters Maarouf, den er bei einem Einsatz erschoss, noch immer nicht verwunden. Seine Psychotherapie hat er abgebrochen, den Polizeidienst quittiert, seine Freundin Jaqueline, ebenfalls eine Polizistin, hat ihn verlassen, nachdem er sie bei einem Seitensprung mit seinem Kollegen ertappt und mit seiner Dienstwaffe bedroht hat. So feiert Fallner Silvester in seiner Stammkneipe Bertls Eck mit dem alternden Punk Armin, der ebenfalls Beziehungsprobleme hat, und einer aufgedrehten Frauenband namens Die aufgeregten Killerbienen, von deren Mitgliedern sich am nächsten Morgen ein lesbisches Paar in seinem Bett wiederfindet.
Der Neujahrsmorgen ist Fallners erster Arbeitstag im Sicherheitsdienst mit dem hochtrabenden Namen Safety International Security. Es ist die Firma seines älteren Bruders, der ihn trotz ihrer schwierigen Beziehung eingestellt hat. Fallner soll Simone Thomas, ein Filmsternchen, das in den 1970er Jahren in Erotikfilmen wie Die Satansmädels von Titting mitgespielt und einen bleibenden Eindruck beim pubertierenden Fallner hinterlassen hat, vor den Nachstellungen eines Stalkers beschützen. Doch erst einmal muss er sich gegen zwei unangenehme junge Männer an ihrer Seite durchsetzen, ihren unehelichen Sohn und ihren Manager, ehe er ihr bei einem nächtlichen Einsatz über den gemeinsamen Musik- und Filmgeschmack näher kommt und schließlich Augenzeuge eines Anschlags des Stalkers wird, der ihr Fenster einwirft, ehe er mit einem Motorrad flieht.
Im Zuge seiner Ermittlungen macht Fallner gleich mehrere Männer ausfindig, die Thomas in sozialen Netzwerken stalken. Doch auch Simone Thomas ist kein Kind von Traurigkeit und hat sich ihren gehobenen Lebensstandard durch Erpressung des heimlichen Vaters ihrer Sohnes erworben. Bei einer Ausstellung zu Thomas Filmschaffen verübt der Stalker abermals per Motorrad einen Anschlag, doch dieses Mal wird er von den Angestellten des Sicherheitsdienstes überwältigt. Es handelt sich um Thomas ehemaligen Liebhaber Jimmy, der von ihrem Sohn zu dem vorgetäuschten Stalking angestiftet wurde, um sie zu ängstigen und an ihr Geld zu gelangen. Thomas verzeiht ihrem Sohn und profitiert am Ende noch von der öffentlichen Aufmerksamkeit, in die sie durch die Ereignisse gerät.
Fallner ringt sich nach Abschluss des Falles zu einer Entschuldigung bei Maaroufs Familie durch. Allerdings trifft er dort gleich mehrere Brüder und Cousins des Toten an, die ihn krankenhausreif zusammenschlagen. Immerhin kann Fallner dies als eine Art von Sühne begreifen und endlich mit dem Tod des Jungen abschließen. Auch die Beziehung zu Jaqueline hat sich entspannt, wenngleich sie noch nicht wieder bei Fallner einziehen will. Hingegen bittet ihn ein junges Mädchen, das er einst auf seiner Bahnreise durch Deutschland kennengelernt hat, um Hilfe. Am Bahnhof, an dem er sie trifft, beginnt eine neue Geschichte.

## Auszeichnungen
Ein Schlag ins Gesicht erreichte Platz fünf in der Jahreswertung der Krimibestenliste 2016 und den dritten Rang in der Kategorie National bei der Wahl des Deutschen Krimi Preises 2017.

## Ausgaben
- Franz Dobler: Ein Schlag ins Gesicht. Tropen, Stuttgart 2016, ISBN 978-3-608-50216-9.
- Franz Dobler: Ein Schlag ins Gesicht. Heyne, München 2018, ISBN 978-3-453-67723-4.

## Verfilmung
Der Roman diente als Vorlage für den Fernsehthriller Nicht tot zu kriegen (2020) von Nina Grosse mit Iris Berben als Simone Mankus und Murathan Muslu als Robert Fallner.